# Platanillo, Cacahoatán
Platanillo är en ort i Mexiko.   Den ligger i kommunen Cacahoatán och delstaten Chiapas, i den sydöstra delen av landet, 900 km sydost om huvudstaden Mexico City. Platanillo ligger 1 060 meter över havet och antalet invånare är 196.
Terrängen runt Platanillo är huvudsakligen bergig, men åt sydväst är den kuperad. Platanillo ligger nere i en dal. Runt Platanillo är det ganska tätbefolkat, med 172 invånare per kvadratkilometer. Närmaste större samhälle är Cacahoatán, 18,5 km söder om Platanillo. I omgivningarna runt Platanillo växer i huvudsak städsegrön lövskog.